# Tysk-österrikiska backhopparveckan 1966/1967
Under Tysk-österrikiska backhopparveckan 1966/1967 hoppade man i Oberstdorf den 30 december, den 1 januari hoppade man i Partenkirchen och den 6 januari hoppade man i Innsbruck. Deltävlingen i Bischofshofen genomfördes slutligen den 8 januari.

## Oberstdorf
- Datum: 30 december 1966
- Land:  Västtyskland
- Backe: Schattenbergschanze

| Placering | Hoppare             | Land            | Poäng |
| --------- | ------------------- | --------------- | ----- |
| 01        | Dieter Neuendorf    | Östtyskland     | 202,2 |
| 02        | Peter Lesser        | Östtyskland     | 201,5 |
| 03        | Veikko Kankkonen    | Finland         | 200,6 |
| 03        | Bjørn Wirkola       | Norge           | 200,6 |
| 05        | Sepp Lichtenegger   | Österrike       | 198,9 |
| 06        | Józef Przybyła      | Polen           | 198,3 |
| 07        | Valerij Emeljanov   | Sovjetunionen   | 194,5 |
| 07        | Mikhail Vieretnikov | Sovjetunionen   | 194,5 |
| 09        | Wolfgang Stöhr      | Östtyskland     | 192,6 |
| 010       | Zbyněk Hubač        | Tjeckoslovakien | 190,3 |

## Partenkirchen
- Datum: 1 januari 1967
- Land:  Västtyskland
- Backe: Große Olympiaschanze

| Placering | Hoppare           | Land            | Poäng |
| --------- | ----------------- | --------------- | ----- |
| 01        | Bjørn Wirkola     | Norge           | 229,0 |
| 02        | Reinhold Bachler  | Österrike       | 222,8 |
| 03        | Veikko Kankkonen  | Finland         | 222,4 |
| 04        | Dieter Neuendorf  | Östtyskland     | 220,5 |
| 05        | Manfred Queck     | Östtyskland     | 215,8 |
| 06        | Valerij Emeljanov | Sovjetunionen   | 214,1 |
| 07        | Peter Lesser      | Östtyskland     | 213,0 |
| 08        | Ronald Jensen     | Norge           | 209,4 |
| 09        | Jiří Raška        | Tjeckoslovakien | 208,8 |
| 010       | Max Golser        | Österrike       | 208,4 |

## Innsbruck
- Datum: 6 januari 1967
- Land:  Österrike
- Backe: Bergiselschanze

| Placering | Hoppare             | Land            | Poäng |
| --------- | ------------------- | --------------- | ----- |
| 01        | Bjørn Wirkola       | Norge           | 237,7 |
| 02        | Franz Keller        | Västtyskland    | 228,3 |
| 03        | Sepp Lichtenegger   | Österrike       | 223,2 |
| 04        | Christoffer Selbekk | Norge           | 222,0 |
| 05        | Jiří Raška          | Tjeckoslovakien | 215,9 |
| 06        | Peter Lesser        | Östtyskland     | 215,2 |
| 07        | Dieter Neuendorf    | Östtyskland     | 214,4 |
| 08        | Jay Martin          | USA             | 214,0 |
| 09        | Peter Eržen         | Jugoslavien     | 213,7 |
| 010       | Józef Kocyan        | Polen           | 213,2 |

## Bischofshofen
- Datum: 8 januari 1967
- Land:  Österrike
- Backe: Paul-Ausserleitner-Schanze

| Placering | Hoppare           | Land            | Poäng |
| --------- | ----------------- | --------------- | ----- |
| 01        | Bjørn Wirkola     | Norge           | 242,7 |
| 02        | Jiří Raška        | Tjeckoslovakien | 233,4 |
| 03        | Sepp Lichtenegger | Österrike       | 219,4 |
| 04        | Ronald Jensen     | Norge           | 219,1 |
| 05        | Veikko Kankkonen  | Finland         | 214,8 |
| 06        | Dieter Neuendorf  | Östtyskland     | 209,4 |
| 06        | Zbyněk Hubač      | Tjeckoslovakien | 209,4 |
| 08        | Franz Keller      | Västtyskland    | 208,9 |
| 09        | Adrian Watt       | USA             | 206,8 |
| 010       | Manfred Queck     | Östtyskland     | 205,3 |

## Slutställning
| Placering | Hoppare             | Land            | Poäng |
| --------- | ------------------- | --------------- | ----- |
| 01        | Bjørn Wirkola       | Norge           | 910,0 |
| 02        | Sepp Lichtenegger   | Österrike       | 847,6 |
| 03        | Dieter Neuendorf    | Östtyskland     | 846,5 |
| 04        | Veikko Kankkonen    | Finland         | 834,8 |
| 05        | Peter Lesser        | Östtyskland     | 833,0 |
| 06        | Franz Keller        | Västtyskland    | 820,8 |
| 07        | Jiří Raška          | Tjeckoslovakien | 820,1 |
| 08        | Zbyněk Hubač        | Tjeckoslovakien | 812,6 |
| 09        | Józef Przybyła      | Polen           | 811,9 |
| 010       | Mikhail Vieretnikov | Sovjetunionen   | 810,2 |